# Jacques Bureau
Pour les articles homonymes, voir Bureau et Jacques Bureau (homonymie).
Jacques Bureau (né à Trois-Rivières (Québec, Canada) le 9 juillet 1860 et mort le 23 janvier 1933) est un homme politique québécois. 

## Biographie
Né à Trois-Rivières, Bureau avait pratiqué le droit avant de devenir député fédéral Libéral (Chambre des communes, circonscription de Trois-Rivières) en 1900. Il fut réélu en 1904, 1908, 1911, 1917 et 1921. 
Solliciteur général de 1907 à 1911 et ministre des Douanes et accises de 1921 à 1925. Il fut enfin sénateur (La Salle) de 1925 jusqu'à sa mort en 1933.